# ناثان كيمبل
ناثان كيمبل (بالإنجليزية: Nathan Kimball)‏ هو ضابط وسياسي أمريكي، ولد في 22 نوفمبر 1822 في فريدريكسبورغ في الولايات المتحدة، وتوفي في 21 يناير 1898 في أوغدن في الولايات المتحدة. حزبياً، نشط في الحزب الجمهوري. وقد انتخب عضو مجلس نواب إنديانا.